# Maestro de plagas
"Maestro de Plagas" es una historia Orson Scott Card ambientada en el universo de la Saga de Ender. Cuenta la historia de como John Paul Wieczorek (el padre de Ender) conoce y se enamora de su futura mujer. John Paul es testado por la Flota Internacional y convencido para que abandone Polonia. Apareció por primera vez en la colección de cuentos de Card, Primeros encuentros.

## Argumento
Mientras va al instituto superior, John Paul es asignado a la clase de Comunidades Humanas de  Theresa Brown. En primer lugar está molesto por tener que asistir a una clase que imparte un estudiante graduado, John Paul pronto cambia de opinión cuando ve a Teresa Brown dirigir la clase a través de un debate provocador sobre las comunidades, la guerra y las leyes de población. Desafortunadamente, ella le comunica que su proyecto de investigación está siendo postergado en un esfuerzo por sacar a su padre Almirante Brown del retiro. Como resultado, ella no quiere hablar con nadie. Decidido, John Paul espera fuera de su oficina y pide comida mientras ella habla con su padre por teléfono. Cuando por fin sale, él todavía está esperando por ella. Ella decide comer con él, y durante la comida John Paul le cuenta sobre su pasado secreto. A medida que continúan hablando, los dos empiezan a enamorarse.

## Personajes
- John Paul Wiggin
- Clase de matemáticas - sin nombre
- Theresa Brown - estudiante
- Admiral Hinckley Brown - padre de Theresa
- Comité de disertación de Theresa - sin nombre
- Dr. Howell - profesor
- El Decanon - sin nombre